# 北禅寺 (西宁)
北禅寺，又称北山寺、土楼观，位于中华人民共和国青海省西宁市城北区北山，距离城区约2公里。北禅寺最早是佛教寺庙，是青海境内最早的宗教建筑，初建于北魏明帝时期（公元106年），距今已有一千九百多年。由于道教盛行，该寺改成为道教寺庙，土楼观也更代表了其道教色彩。当地具有特殊的丹霞地貌，这水平状的紫红色砂岩、砾岩相间着石膏和芒硝层。历经长时间的自然作用，形成大小不等的洞穴，当地人称“九窟十八洞”。1986年5月27日公布为第四批青海省文物保护单位。

## 历史
迄今为止最早的对北禅寺的文字记录来自北魏旅行家郦道元的《水经注》：“湟水东流，经土楼南，上有土楼，北依山原。峰高三百余尺，有若削成。”土楼观这一称谓也得名于土楼有道教庵观。在北魏时期青海形势图中也标明北山寺的位置在西平亭（今西宁城）。

## 现状
由于自然作用，土楼观所在的山崖塌方较为严重，九窟十八洞已经无法进入，仅能远眺。而位于两座闪佛中间的悬空栈道，也已经损毁。西宁市相关单位已经投入人力物力对其进行挽救，但面对大自然的力量，可供采取的措施极为有限。北禅寺面临消失的命运。